# Nordhafen (Berlin)

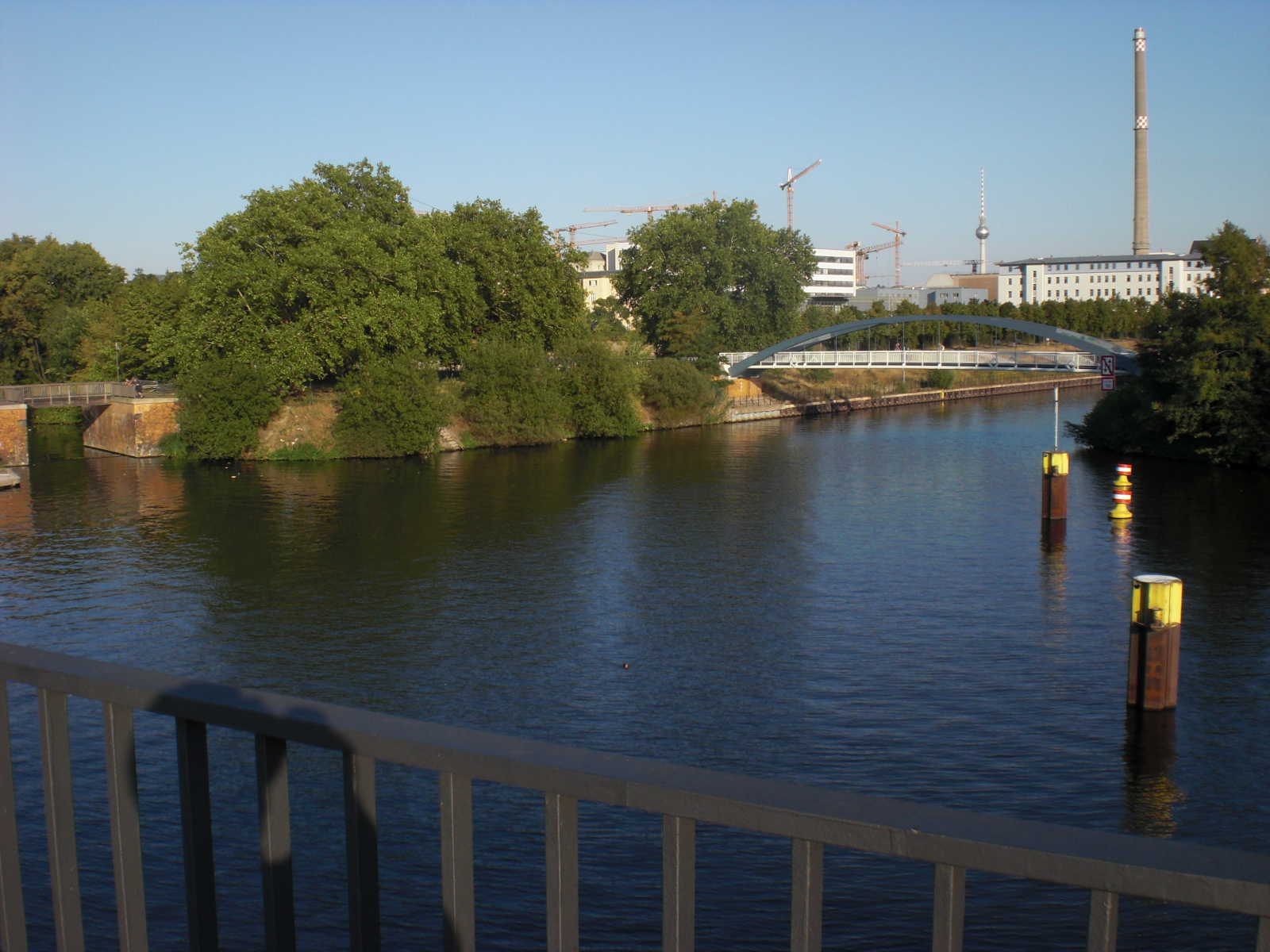
Berliner Nordhafen

Der Nordhafen in Berlin ist ein ehemaliger Binnenhafen am Berlin-Spandauer Schifffahrtskanal. Er liegt am Schnittpunkt der Ortsteile Mitte, Moabit und Wedding des Bezirks Mitte, wobei das Hafenbecken komplett zu Moabit gehört.

## Bau

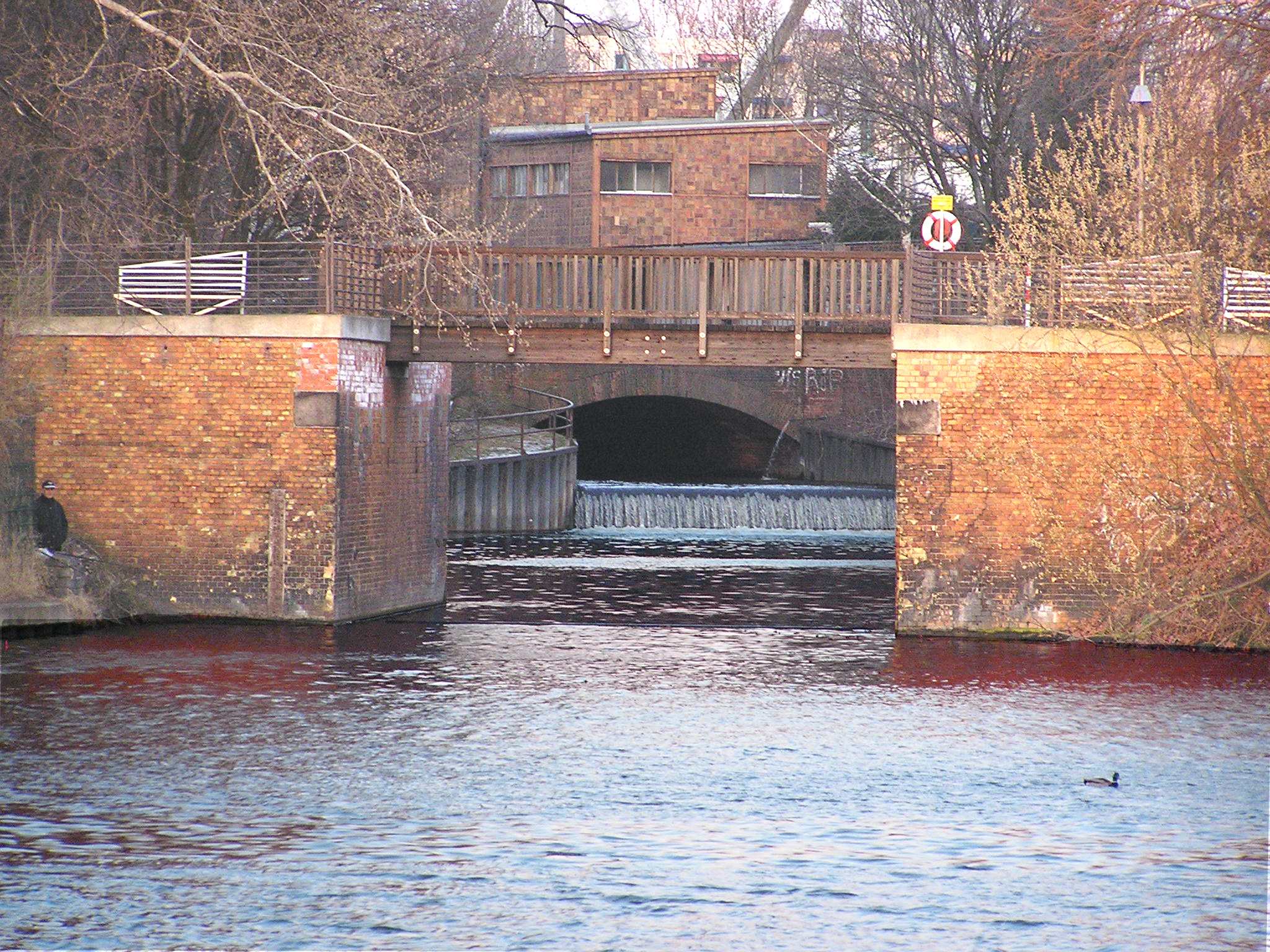
Mündung der Nordpanke in den Nordhafen

Der Bau des Kanals erfolgte seit 1848, um den Schiffsverkehr auf der Spree zu entlasten. Mit dem Bau des Nordhafens wurde ab 1856 begonnen und am 24. Oktober 1858 wurde er in Betrieb genommen. Der Nordhafen befindet sich zwischen der Fennbrücke im Nordwesten und der Kieler Brücke im Südosten. Die Nordpanke mündet in den südöstlichen Bereich des Hafens. Über den Hafen verläuft die Nordhafenbrücke, über die die Bundesstraße 96 führt.

## Nutzung
Der Nordhafen diente zunächst insbesondere der Versorgung des städtischen Gaswerks in Wedding und des Industriegeländes um den Hamburger und Lehrter Bahnhof. Das Hafenbecken umfasst dabei eine Länge von 250 und eine Breite von 130 Metern mit einer Wasserfläche von insgesamt 35.000 m². Hier konnten gleichzeitig 38 Schiffe mit einer Tragfähigkeit von 200 Tonnen be- und entladen werden, auch wenn das Löschen der Fracht wegen der hohen Uferbefestigung mitunter mühsam war. Dazu kam, dass auch die Be- und Entladeeinrichtungen am Ufer eher unzureichend waren, sodass die Schiffe zunehmend auf den besser ausgestatteten Humboldthafen weiter südlich auswichen.

## Geschichte
Seit 1886 war die Stadt Berlin für den Betrieb des Hafens zuständig. 1923 ging die Trägerschaft dann auf die BEHALA über, die 1937 in einen Eigenbetrieb der Stadt umgewandelt wurde. Im Zweiten Weltkrieg wurde der Hafen stark beschädigt. Außerdem trug – zusätzlich zu den genannten Schwierigkeiten beim Löschen – die Lage an der Sektorengrenze dazu bei, dass man sich in der Nachkriegszeit endgültig dazu entschloss, den Hafen stillzulegen. Nachdem bereits 1952 auf der Ostseite der Betrieb eingestellt worden war, legte man schließlich 1966 auch am Westufer den Betrieb still. Die ehemaligen Hafenanlagen wurden in Grünflächen umgewandelt.